# Municipio de Mahoning (condado de Carbon)
El municipio de Mahoning (en inglés: Mahoning Township) es un municipio ubicado en el condado de Carbon en el estado estadounidense de Pensilvania. En el año 2000 tenía una población de 3.978 habitantes y una densidad poblacional de 65.1 personas por km².

## Geografía
El municipio de Mahoning se encuentra ubicado en las coordenadas 40°50′00″N 75°44′58″O / 40.83333, -75.74944.

## Demografía
Según la Oficina del Censo en 2000 los ingresos medios por hogar en la localidad eran de $35,212 y los ingresos medios por familia eran $43,897. Los hombres tenían unos ingresos medios de $29,016 frente a los $20,943 para las mujeres. La renta per cápita para la localidad era de $17,330. Alrededor del 10,5% de la población estaban por debajo del umbral de pobreza.